# Sakramiláčku
Sakramiláčku je sólové album Filipa Topola. Je autorem hudby i textů, hudebně ho doprovází členové kapely Psí vojáci. Na desce je deset písní, předchází jim krátký prolog. Album bylo nahráno v červnu a červenci 1995 v brněnském studiu Audio Line a téhož roku vyšlo u Indies Records na CD a MC. Hudební režii obstarali Vladimír Holek a Roman Jež. Obal CD je dílem Marka Naglmüllera a Jana Anderse. Album je věnováno Sylvii Cayer.
Sakramiláčku je také název pro knížku s básněmi z alba. Vyšla roku 1997 v kolibřím vydání u nakladatelství Maťa. Knížku si ilustroval sám Filip Topol.

## Seznam písní
1. Prolog – 0:30
2. C’est trés… – 6:09
3. Dívka odjezdu – 14:20
4. Samozřejmě – 8:18
5. Duben, pondělí a dvůr – 2:24
6. Moje žena – 3:42
7. Tyčinka do Číny – 7:25
8. Strč si hlavu do pračky – 8:13
9. Příjezdy – 3:19
10. Odjezdy – 2:46
11. Když neopodstatněný – 7:39

## Složení
- Filip Topol – texty, piano, zpěv, klávesy, elektrická kytara
- David Skála – bicí nástroje
- Jiří Jelínek – altsaxofon
- Luděk Horký – basová kytara